# The colonial origins of comparative development
The colonial origins of comparative development ist der Titel eines 2001 von Daron Acemoğlu, Simon Johnson und James A. Robinson im Journal American Economic Review (AER) veröffentlichten Artikels. Der Artikel beschäftigt sich mit der Entwicklungsökonomie und versucht die Frage zu beantworten, welche die Ursachen für Unterschiede in den Pro-Kopf-Einkommen zwischen verschiedenen Ländern sind.
Als Hauptursache der Einkommensunterschiede und ökonomischen Leistungsfähigkeit eines Landes wird die Qualität von Institutionen angeführt; eine exakte Definition aber nicht genannt. Ein Staat mit besseren Institutionen im Sinne dieser Arbeit sorgt insbesondere für sichere Eigentumsrechte.

## Inhalt
Dabei gehen die Autoren davon aus, dass sich die europäischen Kolonialmächte bevorzugt in solchen Regionen und Ländern niederließen, die günstige Lebensbedingungen vorwiesen, insbesondere eine Umgebung mit wenig Krankheiten. Dort schufen sie nachhaltige, wachstumsfördernde Institutionen. Hingegen wurden Gegenden die aufgrund der Krankheitsumgebung für Europäer ungeeignet waren (z. B. Zentralafrika) eher ausgebeutet. Diese Einteilung soll bis zum heutigen Tag bestehen und einen Großteil der Einkommensvariation zwischen den Ländern erklären.
Die Argumentation des Artikels beschreibt also folgende Kausalkette:
- (potentielle) Siedlersterblichkeit beeinflusst die Form des Siedlungswesens, das wiederum
- die damaligen, frühen Institutionen prägte, welche bis heute die Grundlage
- für die aktuellen Institutionen bilden, welche schließlich
- die aktuelle ökonomische Leistungsfähigkeit bestimmen.

Die Sterblichkeit der Siedler wird dabei als Instrumentvariable für die institutionelle Entwicklung ehemaliger Kolonialstaaten genutzt.

## Rezeption und Kritik
Der Artikel wurde vielfältig rezipiert und in der Fachwelt aufgegriffen. In der Research-Papers-in-Economics-Datenbank belegt das Paper The colonial origins of comparative development (2001) den Rang 44.
Kritik an der Arbeit richtet sich beispielsweise an die von Acemoglu et al. gewählte Variable Risk of expropriation (Risiko der Enteignung oder Ausbeutung), einem Index, der aus dem International Country Risk Guide stammt und als Proxy-Variable für Institutionen dient. Diese Variable bilde eher das aktuelle Geschehen in einem Land als die zugrundeliegenden institutionellen Rahmenbedingungen ab.
Es wird argumentiert, dass in diesem Sinne auch von Diktatoren geführte Staaten sehr hohe Werte erzielen können, sofern sich diese für die entsprechende Politik entscheiden, z. B. Eigentumsrechte zu fördern, ohne dass diese tatsächlich institutionell geschützt wären. Beispielsweise wiesen die Sowjetunion und Singapur 1984 die niedrigsten Werte in dem Expropriation risk-Index auf.
2012 veröffentlichte der American Economic Review die Arbeit von David Albouy The colonial origins of comparative development: an empirical investigation: comment., die nach langer Zeit aus vielen Kommentaren und Antworten (in Form von Diskussionspapieren) zwischen Albouy und Acemoglu et al. stattfand.
Die drei Autoren erhielten 2024 den Alfred-Nobel-Gedächtnispreis für Wirtschaftswissenschaften, wobei dieser gemeinsam verfasste Artikel in der Begründung hervorgehoben wurde.